# José Manuel de Lara
José Manuel de Lara Carrasco (Motril, Granada, 19 de noviembre de 1929) es un poeta español. Es, tras Camilo José Cela y Tomás Buesa Oliver, el tercer español nombrado Académico correspondiente de la Academia Porteña del Lunfardo, de Buenos Aires. Es, igualmente, Miembro Benemérito de la Academia Cultural, Literaria y Artística de Felgueiras (Portugal) y Académico de la Academia Iberoamericana de La Rábida.

## Biografía
José Manuel de Lara nació en Motril el 19 de noviembre de 1929, aunque se estableció en Huelva en 1944.
Han recogido y comentado su obra Poesía Hispánica (Madrid), La Estafeta Literaria (Madrid), Histonium (Buenos Aires), Precisiones (Buenos Aires), Panorama poético andaluz (Sevilla), así como destacados diarios españoles y americanos.
Sus poemas están presentes en numerosas antologías y revistas especializadas como Antología Homenaje a Juan Ramón Jiménez (Madrid), El Dios del mediodía (Madrid), Cuadernos del Matemático (Madrid), Antología Hispanoamericana de Poesía (Barcelona), Cuadernos del Lazarillo (Salamanca), Homenaje a Juan Ramón Jiménez (Málaga), Caracola (Málaga), Poesía andaluza (Almería), Poesía actual andaluza (Algeciras), Cuadernos de Roldán (Sevilla), Tempestas (Sevilla), Celacanto (Huelva), Juan Ramón de fondo (Huelva), Alaluz (Estados Unidos), Poesía viva de Andalucía (México), Primera Moistra de Poesía Ilustrada (Portugal),  Palabras sin fronteras / Palavras sem fronteiras (Portugal), etc. 
Su trayectoria ha estado unida desde 1968 a los círculos culturales argentinos y a los diarios La Nación y El Mundo, de Buenos Aires, y El Día, de La Plata.
Crítico literario en distintos periódicos españoles y americanos, fue fundador de los grupos poéticos La Rueda y Celacanto, de la colección bibliográfica Litoral y de la revista La Niña. 
Mantuvo correspondencia, entre otros muchos, con Gerardo Diego, Alberto Insúa, Rafael Laffón, José Luis Cano, Concha Lagos y Rafael Montesinos.
“Su delicada, melódica, sentida poesía” –según definición de Gerardo Diego–, “llena de música y de hondura, de autenticidad y buenas formas” –en palabras de Luis Alberto de Cuenca–, se ha ido sucediendo desde que en 1957 publicara Surco nuevo hasta Poesía para niños, su último libro.
En 2014 participó como en la firma de libros de Feria del Libro de Huelva. Algunos poemas de José Manuel fueron incluidos en la antología Huelva es verso, publicada en 2019.

## Obra
De Lara ha sido autor de una extensa obra poética, publicada en Huelva en su mayoría:
- Surco nuevo.  Huelva Ilustrada. (Huelva, 1957)
- Frontera del recuerdo. Veleta al Sur. (Granada, 1962)
- Sombra infinita. .Veleta al Sur. (Granada, 1963)
- Lo perdido en el tiempo. Cabañas. (Sevilla, 1964)
- Las cuatro esquinas del aire.  (Huelva, 1964)
- El silencio y la espera. Litoral. (Huelva, 1966)
- Umbral de la esperanza. Litoral. (Huelva, 1968)
- Plaza de las últimas citas. Cruz del Sur. (Buenos Aires, 1970)
- Cuaderno de poemas. Ankora. (Huelva, 1972)
- La voz estremecida. Cajahuelva. (Huelva, 1979)
- El cielo que he perdido. Cajahuelva. (Huelva, 1981)
- Plaza Nueva. Celacanto. (Huelva, 1988)
- Lo perdido en el tiempo [segunda edición]. Cabañas. (Sevilla, 1989)
- Los días perdidos. Academia Porteña de Lunfardo. (Buenos Aires, 1990)
- Algunos sonetos. Celacanto. (Huelva, 1996)
- Biografía incompleta. La Voz de Huelva. (Huelva, 1999)
- Patio de sombra. Diputación de Huelva. (Huelva, 2002)
- Retrato apresurado. Junta de Andalucía. (Huelva, 2003)
- La mitad del olvido. Centro Andaluz de las Letras. (Málaga, 2011)
- Vestigios. Diputación de Huelva. (Huelva, 2013)
- Poesía para niños. Niebla. (Huelva, 2019)[10]
- Poesía para niños [edición escolar]. Tres fuentes-Niebla. (Huelva, 2020)

## Premios y reconocimientos
Obtuvo entre otros los siguientes premios:
- Pedro de Mendoza de Buenos Aires,[11] concedido por la Sociedad Argentina de Escritores.
- Premio Carabela de Puerto Rico a la creación poética.
- Premio Ciudad de Huelva.
- Galardón al Onubense del Año, otorgado por el periódico Huelva Información, en 2010.[12]

Ha sido además homenajeado en numerosas ocasiones por instituciones, asociaciones culturales y grupos poéticos de Andalucía, entre ellos el Centro Andaluz de las Letras: 
- Calle “Poeta José Manuel de Lara” en Huelva, otorgada por el Ayuntamiento de Huelva en 2006.[13]
- Azulejo con un poema suyo en la Gran Vía de Huelva, como homenaje de reconocimiento, en 2010.[13]
- Doble número de Pliegos de Yuste (Revista de cultura, ciencia y pensamiento europeos) de la Universidad de Salamanca, que le dedicó tres de sus páginas de gran formato, reproduciendo numerosas fotografías del poeta junto a poemas que su hijo Manuel José le había escrito, en 2012.
- Publicación de página web recopilatoria de su obra a disposición pública, en 2019.[13]
- Hijo adoptivo de Huelva, aprobado por unanimidad en el pleno del Ayuntamiento onubense en 2020, tras lo que recibió la felicitación de la Academia Nortamericana de la Lengua.[14]